# Jackie Dewaele

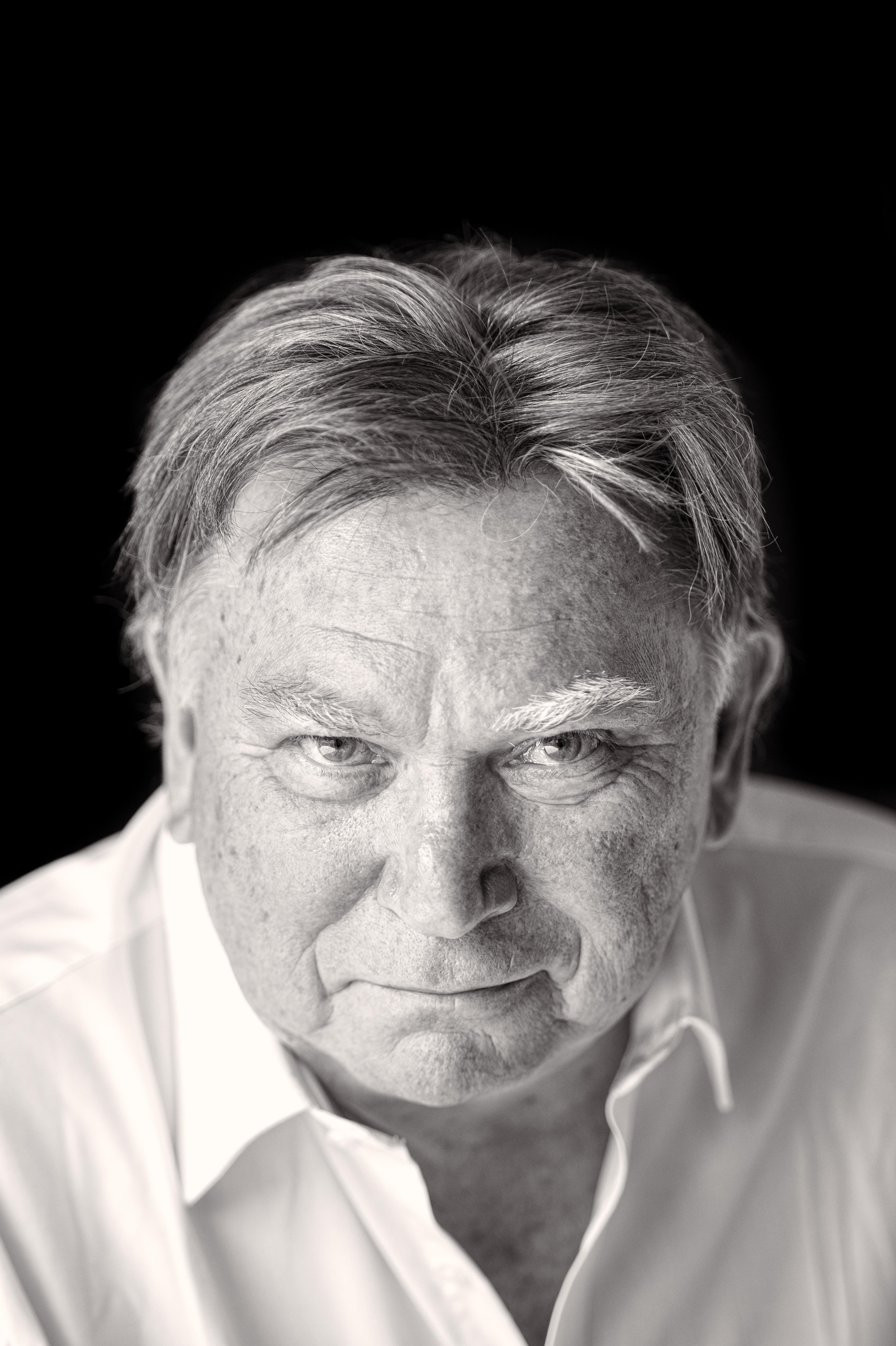
Jackie Dewaele (2014)

Jackie Dewaele met pseudoniem Zaki (Gent, 23 maart 1945) is een Belgische radiopresentator en televisiepresentator, diskjockey en auteur. 

## Biografie
Dewaele werd geboren en groeide op in Gent. Tijdens zijn studentenjaren maakte hij al radioprogramma's. Zijn artiestennaam Zaki ontstond in die tijd, en is afgeleid van zijn voornaam Jackie in het Gents dialect. Midden de jaren 60 werd hij de eerste Vlaamse discjockey. Hij draaide rock- en popmuziek. Vanaf 1969 assisteerde hij Nonkel Bob in het jeugdprogramma Tip-Top, samen met Kris Smet.
Met Mike Verdrengh trad hij op met de rondreizende Mike en Zaki show. Zaki oogstte veel succes in de jaren zeventig en tachtig op de regionale zender Omroep Brabant van de toenmalige BRT met zijn jeugdprogramma's Er komt geluid uit het behang en Antwoordapparadio.
In de jaren zeventig bracht hij enkele singles uit.
In 1989 stapte hij over naar de toen pas opgerichte zender VTM en presenteerde hij het spel Cijfers en Letters. Later werd hij het gezicht van het geflopte Viersprong en de Vlaamse versie van Lingo. Hij bleef als presentator werkzaam bij VTM tot eind de jaren negentig.
Daarnaast heeft hij ook nog een aantal andere beroepen uitgeoefend. Hij is of was onder andere dj, tv-presentator, cafébaas, animator, acteur, auteur, producer en journalist.
In 1992 had Bart Van den Bossche een hit met De heuveltjes van Erika, waarvoor Zaki de tekst schreef onder de naam "Pochetti".
Na 2000 maakte hij programma's voor Be One, een keten van stadsradio's die poprockhits draaien. Vanaf 27 juli 2013 presenteerde hij zes weken Zomerliefde op Radio 1.
Zaki trad een aantal keer op als acteur. Hij speelde mee in Aspe, Zone Stad, Flikken en Urbain.
Hij schreef het scenario voor het eerste stripverhaal Flikken, meerdere boeken over muziek, maar ook over ouder worden. Hij schreef voor het Belgisch Repertoire Theater het theaterstuk Afrodisia, dat in 2024 opgevoerd werd.

## Discografie
- Met Will Tura - De Ballade Van De Gevangene (1970)
- Come On Up /Teenage Idol (1970)
- Met De Hartjes - Die schone Leie (1973)
- 't Is Te Laat /Ik Weet Waarom Ik Leef (1974)
- Met The Zagfield Follies - Heb Je Er Nog Lol Aan / Afscheidsreggae (1980)

## Privé
Hij is gehuwd en de vader van Stephen en David Dewaele, beiden lid van de band Soulwax (ook bekend voor hun ander muzikaal project 2 Many DJ's). Hij woont in Gent.
Huidig (anno 2022):
Luc Appermont · Cara Cobbaert · Anja Daems · Sandra Deakin · Karolien Debecker · Kim Debrie · Peter De Groot · Lars De Groote · Guy De Pré · Chris Dusauchoit · Dirk Ghijs · Peter Hermans · Wouter Landuyt · Filip Ledaine · Daan Masset · Caren Meynen · Sven Pichal · Marc Pinte · Harald Scheerlinck · Siska Schoeters · Benjamien Schollaert · Showbizz Bart · Sharon Slegers · Jo Van Damme · Niels Vandeloo · Sonny Vanderheyden · Cathérine Vandoorne · Christel Van Dyck · Ruben Van Gucht · Iris Van Hoof · Vanessa Vanhove · Britt Van Marsenille · David Van Ooteghem · Peter Verhulst · Dirk Vlaeyen · Pascal Vranckx · Albrecht Wauters
Voormalig:
Luk Alloo · Johan Anthierens · Nand Baert · Erik Baeyens · Wim Bary · Jos Baudewijn · Flor Berckenbosch · Marcel Beerten · Wilfried Bertels · Marc Brillouet · Els Broeckmans · Fred Brouwers · Edwin Brys · Ro Burms · Walter Capiau · Annemie Coppieters · Harry Creemers · Karel Daerden · Christoff · Conny De Boos · Hein Decaluwé · Jessie De Caluwe · Jo met de Banjo · Gust De Coster · Martin De Jonghe · Paula De Meulder · Els De Vuyst · Frank Dingenen · Michel Follet · Jacky Geerts · Jos Ghysen · Margriet Hermans · Irene Houben · Michel Ilsen · Rita Jaenen · Chris Jonckers · Tante Kaat · Luk de Laat · Jo Leemans · Leki · Kathy Lindekens · Kris Luyten · Micha Marah · Betty Mellaerts · Kaat Mendonck · Freek Neirynck · Line Ooms · Sven Ornelis · Katrien Palmers · Gerard Pollet · Julien Put · Hugo Raspoet · Niko Reynaert · Luk Saffloer · Karel Segers · Lennart Segers · Lutgart Simoens · Rudi Sinia · Dirk Somers · Dré Steemans · Jan Theys · Gene Thomas · Wiet Van Broeckhoven · Marc Van den Hoof · Dieter Vandepitte · Karin Van den Berghe · Thomas Van der Spiegel · Kurt Van Eeghem · Wim Van Gansbeke · Els Van Herzeele · Ilse Van Hoecke · Bert Van Molle · Jan Van Rompaey · Paula Van Wilder · Louis Verbeeck · Karel Vereertbruggen · Herwig Verhovert · Luc Verschueren · Johan Verstreken · Tom Vossen · Eddy Wally · Niels William · Edwin Ysebaert · Zaki
- MusicBrainz: bd9cd6f8-62fe-4f50-b77e-03f702317377
- Nederlandse Thesaurus van Auteursnamen: 085618829
- Virtual International Authority File: 289074587
- WorldCat: E39PBJbxDry7839D4mF4H4Fh73